# Ignacio García López
Ignacio García López (*Madrid, 5 september 1924 - aldaar, 20 december 2017) was een Spaans falangistisch politicus. Hij was tijdens de overgangsperiode van dictatuur naar democratie (1975-1977) de laatste minister-secretaris-generaal van de Movimiento (1976-1977).

## Loopbaan
López was een nauwe medewerker van Adolfo Suárez gedurende de dictatuur van generaal Francisco Franco. Hij bekleedde de post van bestuurder binnen de Sindicato Español Universitario (SEU) van 1965 tot 1970. Hierna was hij plaatsvervangend secretaris-generaal van de Movimiento (1975-1976). Op 7 juli 1976 verving hij Suárez, die door koning Juan Carlos I tot premier van Spanje was benoemd, als minister-secretaris-generaal. In de overgangsperiode van dictatuur naar democratie was hij de laatste minister-secretaris-generaal van de Movimiento. In 1977 werd de Movimiento ontbonden en kwam er ook een einde aan het ministerschap van García López.
In 1979 werd hij coördinator voor de Unión de Centro Democrático (UCD) in Madrid.